# Wizyty zagraniczne premier Beaty Szydło

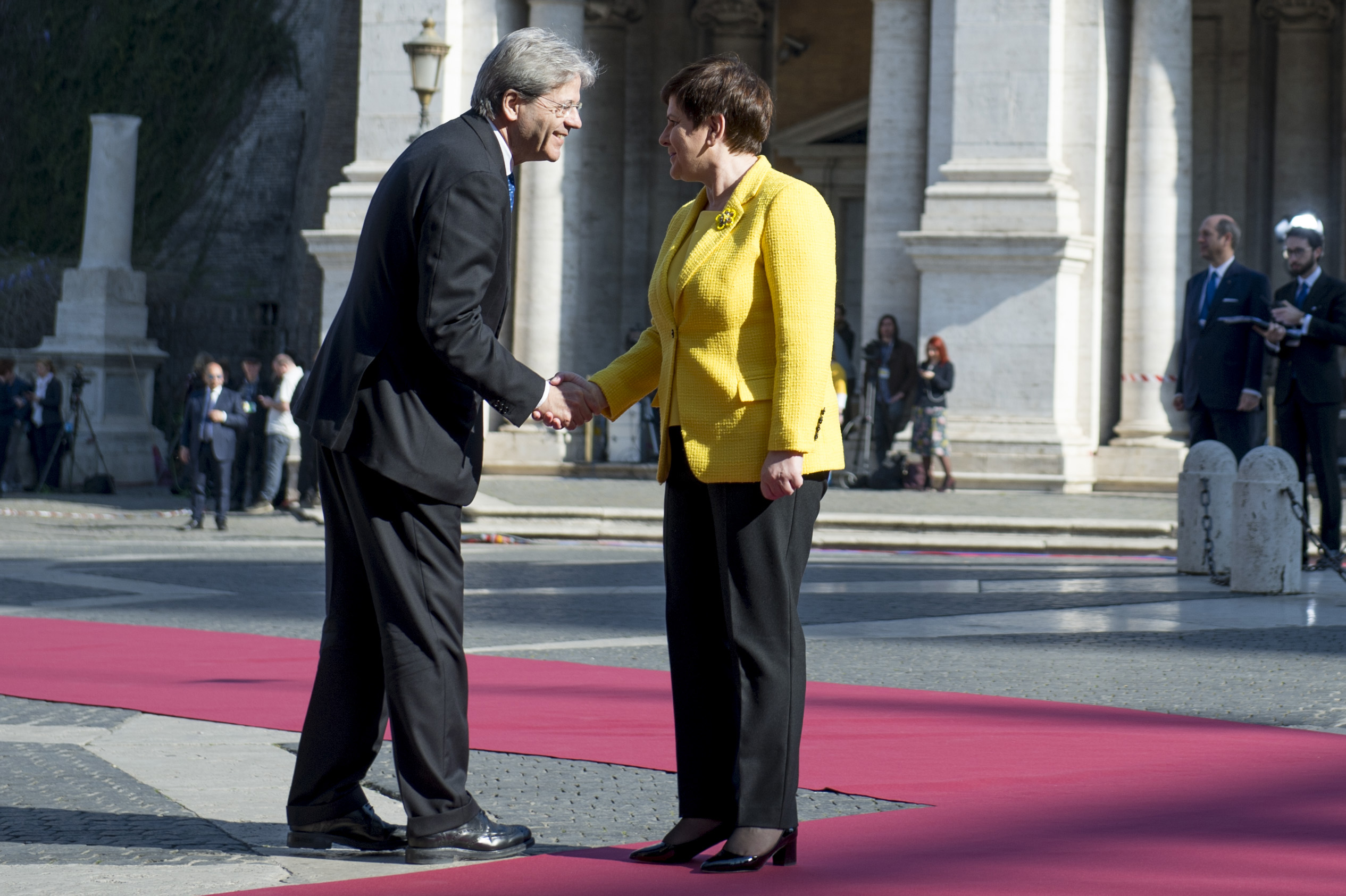
Paolo Gentiloni i Beata Szydło w Rzymie, marzec 2017

Premier Beata Szydło złożyła 48 wizyt oficjalnych, w tym:
| Liczba wizyt | Flaga i pełna nazwa państwa |
| ------------ | --- |
| 13           | Królestwo Belgii (w tym 13 razy na posiedzeniu Rady Europejskiej) |
| 4            | Republika Francuska |
| 3            | Republika Czeska • Republika Federalna Niemiec • Węgry |
| 2            | Zjednoczone Królestwo Wielkiej Brytanii i Irlandii Północnej • Republika Estońska • Republika Słowacka |
| 1            | Królestwo Norwegii • Stany Zjednoczone Ameryki • Państwo Watykańskie • Mongolia • Rumunia • Republika Łotewska • Państwo Izrael • Republika Albanii • Republika Malty • Królestwo Niderlandów • Republika Włoska • Chińska Republika Ludowa • Królestwo Danii • Republika Bułgarii • Królestwo Szwecji • Republika Wybrzeża Kości Słoniowej |

## Wizyty zagraniczne
| Lp. | Data wizyty             | Państwo                  | Szczegóły | Inne informacje |
| --- | ----------------------- | ------------------------ | --- | --- |
| 1   | 29–30 listopada 2015    | Belgia ·                 | Udział w Szczycie UE–Turcja. Spotkanie premier Beaty Szydło z premierami państw Grupy Wyszehradzkiej. | |
| 2   | 30 listopada 2015       | Francja                  | Udział szefowej rządu w szczycie klimatycznym COP21. Spotkanie z Przewodniczącym Rady Europejskiej – Donaldem Tuskiem. | Premier Szydło towarzyszył m.in. minister środowiska Jan Szyszko.                                                          |
| 3   | 3 grudnia 2015          | Czechy                   | Doroczne spotkanie szefów rządów Grupy Wyszehradzkiej. | |
| 4   | 17–18 grudnia 2015      | Belgia                   | Posiedzenie Rady Europejskiej poświęcone kryzysowi migracyjnemu, ocenie szczytu klimatycznego, bezpieczeństwa energetycznego i brytyjskim propozycjom reform Unii Europejskiej. | |
| 5   | 19 stycznia 2016        | Francja                  | Udział Premier RP Beaty Szydło w debacie w Parlamencie Europejskim w Strasburgu na temat sytuacji o praworządności w Polsce, spotkanie z przewoniczącym Parlamentu Europejskiego Martinem Schulzem, ministrem spraw zagranicznych Holandii Bertem Koendersem oraz z polskimi eurodeputowanymi. | Premier Szydło towarzyszyli: minister MSZ Witold Waszczykowski oraz ministrowie KPRM Elżbieta Witek oraz Konrad Szymański. |
| 6   | 2 lutego 2016           | Norwegia                 | Spotkanie Premier RP Beaty Szydło z premier Norwegii Erną Solberg. | |
| 7   | 3 lutego 2016           | Wielka Brytania          | Udział Premier RP Beaty Szydło w międzynarodowej konferencji darczyńców na rzecz Syrii w Londynie | |
| 8   | 4 lutego 2016           | Francja                  | Spotkanie Premier RP Beaty Szydło z prezydentem Francji François Hollande’em. | |
| 9   | 8 lutego 2016           | Węgry                    | Spotkanie Premier RP Beaty Szydło z premierem Węgier Victorem Orbánem i przewodniczącym Parlamentu Węgier László Kövérem | |
| 10  | 12 lutego 2016          | Niemcy                   | Spotkanie Premier RP Beaty Szydło z kanclerz Niemiec Angelą Merkel | |
| 11  | 15 lutego 2016          | Czechy                   | Udział Premier RP Beaty Szydło w nadzwyczajnym szczycie Grupy Wyszehradzkiej poświęconemu przygotowaniom do posiedzenia Rady Europejskiej w Brukseli | |
| 12  | 18–19 lutego 2016       | Belgia                   | Udział Premier RP Beaty Szydło w Radzie Europejskiej poświęconej kryzysowi migracyjnemu i brytyjskim postulatom reformy Unii Europejskiej. | |
| 13  | 6 marca 2016            | Belgia                   | Udział Premier Beaty Szydło na szczycie szefów państw i rządów Unii Europejskiej z udziałem Turcji. | |
| 14  | 17–18 marca 2016        | Belgia                   | Udział Premier Beaty szydło w Posiedzeniu Rady Europejskiej w sprawie porozumienia UE-Turcja. | |
| 15  | 21–23 kwietnia 2016     | Stany Zjednoczone        | Spotkanie premier Beaty Szydło z Polakami mieszkającymi w USA oraz spotkanie z Sekretarzem Generalnym ONZ Ban Ki- Moonem. | |
| 16  | 13 maja 2016            | Watykan                  | Spotkanie Premier RP Beaty Szydło z papieżem Franciszkiem | |
| 17  | 8 czerwca 2016          | Czechy                   | Udział Premier RP Beaty Szydło, wraz z premierem Czech, Słowacji i Węgier, w szczycie Grupy Wyszehradzkiej. | |
| 18  | 22 czerwca 2016         | Niemcy                   | Udział Premier RP Beaty Szydło, wraz kanclerz Niemiec Angelą Merkel, w polsko-niemieckich konsultacjach międzyrządowych | |
| 19  | 29 czerwca 2016         | Belgia                   | Udział Premier RP Beaty Szydło w posiedzeniu Rady Europejskiej poświęconej wyjściu Wielkiej Brytanii z Unii Europejskiej. Spotkanie szefowej rządu z premierami państw Grupy Wyszehradzkiej | |
| 20  | 15–16 lipca 2016        | Mongolia                 | Udział Premier RP Beaty Szydło w szczycie Europa-Azja (ASEM) w Ułan Bator. Spotkanie z prezydentem Mongolii Cachiagijnem Elbegdordżem, z premierem Mongolii Dżargaltulgynem Erdenbatem, z premierem Wietnamu Nguyễnem Xuânem Phúcem, z premierem Finlandii Juhą Sipilä, z premierem Singapuru Lee Hsien Loongiem, z premierem Rumunii Dacianem Cioloșem, z prezydentem Szwajcarii Johannem Schneiderem-Ammannem i z premierem Litwy Algirdasem Butkevičiusem | |
| 21  | 27 sierpnia 2016        | Rumunia                  | Spotkanie Premier RP Beaty Szydło z premierem Rumunii i z przedstawicielami Polonii w Bukareszcie. | |
| 22  | 17 września 2016        | Słowacja                 | Udział Premier Beaty Szydło w nieformalnym posiedzeniu Rady Unii Europejskiej w Bratysławie poświęconemu wyjściu Wielkiej Brytanii z UE. | |
| 23  | 20–21 października 2016 | Belgia                   | Udział Premier Beaty Szydło w posiedzeniu Rady Europejskiej poświęconemu polityce migracyjnej Unii Europejskiej. | |
| 24  | 4–5 listopada 2016      | Łotwa                    | Udział Premier RP Beaty Szydło w szczycie Chińska Republika Ludowa – Europa Środkowo-Wschodnia (16+1) w Rydze. Spotkanie z premierem Chińskiej Republiki Ludowej Li Keqiangiem, z premierem Łotwy Mārisem Kučinskisem, z premierem Chorwacji Andrejem Plenkovićiem, z premierem Serbii Aleksandarem Vučiciem i z przedstawicielami Polonii na Łotwie. | |
| 25  | 22 listopada 2016       | Izrael                   | Udział Premier RP Beaty Szydło, wraz premierem Izraela Binjaminem Netanjahu, w polsko-izraelskich konsultacjach międzyrządowych. | |
| 26  | 28 listopada 2016       | Wielka Brytania          | Udział Premier RP Beaty Szydło, wraz premier Wielkiej Brytanii Theresą May, w polsko-brytyjskich konsultacjach międzyrządowych | |
| 27  | 9 grudnia 2016          | Albania                  | Udział Premier Beaty Szydło na Polsko-Albańskim Forum Ekonomicznym oraz spotkanie z prezydentem Albanii Bujarem Nishanim | |
| 28  | 16 grudnia 2016         | Belgia                   | Udział Premier Beaty Szydło w szczycie Rady Unii Europejskiej w Brukseli poświęconemu Migracji, bezpieczeństwu, rozwojowi społecznemu i ekonomicznemu. | |
| 29  | 3 lutego 2017           | Malta                    | Udział Premier Beaty Szydło w nieformalnym szczycie Rady Europejskiej na Malcie. | |
| 30  | 8 lutego 2017           | Holandia                 | Spotkanie Premier Beaty Szydło z premierem Holandii Markiem Rutte oraz Polonią. | |
| 31  | 9–10 marca 2017         | Belgia                   | Udział Premier Beaty Szydło w szczycie Rady Europejskiej w Brukseli. | |
| 32  | 25 marca 2017           | Włochy                   | Udział Premier Beaty Szydło w nadzwyczajnym posiedzeniu Rady Europejskiej z okazji 60. rocznicy podpisania Traktatów Rzymskich. | |
| 33  | 23 kwietnia 2017        | Niemcy                   | Udział Premier Beaty Szydło w targach przemysłowych w Hanowerze, spotkanie z Kanclerz Niemiec Angelą Merkel. | |
| 34  | 29 kwietnia 2017        | Belgia                   | Udział Premier Beaty Szydło w posiedzeniu Rady Europejskiej w Brukseli, podczas którego ustalono strategie wyjścia Wielkiej Brytanii z UE. | |
| 35  | 8 maja 2017             | Estonia                  | Spotkanie Premier Beata Szydło z Premierem Litwy Sauliusem Skvernelisem, Premierem Łowy Mārisem Kučinskisem i Premierem Estonii Jürisem Ratasem oraz Prezydent Estonii Kersti Kaljulaid w Tallinnie. | |
| 36  | 12–15 maja 2017         | Chiny                    | Udział Premier Beaty Szydło w inauguracji Forum Pasa i Szlaku, które odbyło się 14-15 maja 2017 r. w Pekinie. Przebywająca z wizytą w Chinach premier Beata Szydło spotkała się z: przewodniczącym Chińskiej Republiki Ludowej Xi Jinpingiem, premierem Chin Li Keqiangiem, premierem Mongolii Dżargaltulgynem Erdenebatem oraz przedstawicielami chińskich firm inwestycyjnych. Tematem rozmów były kwestie związane z zacieśnieniem współpracy gospodarczej. Szefowa polskiego rządu spotkała się również z Polonią mieszkającą w Pekinie.                                                                    | |
| 37  | 9 czerwca 2017          | Dania                    | Spotkanie Premier Beaty Szydło w Kopenhadze z premierem Danii Larsem Løkke Rasmussenem. Szefowie rządów podpisali memorandum w sprawie budowy gazociągu „Baltic Pipe”. Podczas wizyty Premier spotkała się z rodakami mieszkającymi w Danii. | |
| 38  | 22–23 czerwca 2017      | Belgia                   | Udział Premier Beaty Szydło w posiedzeniu Rady Europejskiej w Brukseli. | |
| 39  | 4 lipca 2017            | Węgry                    | Spotkanie Premier Beaty Szydło w Budapeszcie z premierami państw grupy Wyszehradzkiej oraz prezydentem Egiptu Abdem al Fatahem Al Sisim. | |
| 40  | 19 lipca 2017           | Węgry                    | Spotkanie Premier Beaty Szydło w Budapeszcie z premierami państw grupy Wyszehradzkiej oraz premierem Izraela Binjaminem Netanjahu. | |
| 41  | 19–20 września 2017     | Bułgaria                 | Spotkanie Premier Beaty Szydło w Sofii z premierem Bułgarii Bojko Borisowem. Szefowie rządów uczestniczyli w Polsko-Bułgarskim Forum Gospodarczym w Sofii. | |
| 42  | 28–29 września 2017     | Estonia                  | Udział Premier Beaty Szydło w szczycie Unii Europejskiej w Tallinnie, Spotkanie z premierami Grupy Wyszehradzkiej, Rozmowy z premier Wielkiej Brytanii Theresą May. | |
| 43  | 13 października 2017    | Słowacja                 | Udział Premier Beaty Szydło w Szczycie Konsumenckim w Bratysławie. | |
| 44  | 19–20 października 2017 | Belgia                   | Udział Premier Beaty Szydło w posiedzeniu Rady Europejskiej w Brukseli, spotkanie premierów państw Grupy Wyszehradzkiej. | |
| 45  | 17 listopada 2017       | Szwecja                  | Udział Premier Beaty Szydło w szczycie społecznym UE w Göteborgu. | |
| 46  | 23 listopada 2017       | Francja                  | Spotkanie Premier Beaty Szydło w Paryżu z prezydentem Francji Emmanuelem Macronem, udział premier w posiedzeniu Rady OECD. | |
| 47  | 24 listopada 2017       | Belgia                   | Udział Premier Beaty Szydło w Szczycie Partnerstwa Wschodniego w Brukseli. | |
| 48  | 29–30 listopada 2017    | Wybrzeże Kości Słoniowej | Udział Premier Beaty Szydło w Szczycie Unii Afrykańskiej i Unii Europejskiej w Abidżanie. Przebywająca z wizytą w Wybrzeżu Kości Słoniowej premier Beata Szydło spotkała się z: premierem Algierii Ahmadem Ujahja, premierem Etiopii Hajle Marjam Desalegne, premierem Holandii Markem Rutte, premierem Luksemburga Xavierem Bettel, premierm Namibii Saara Kuugongelwa, premierem Portugalii António Costa, premierem Wybrzeża Kości Słoniowej Amadouem Gon Coulibaly, prezydentem Mauritius Ameenahem Gurib-Fakim, prezydentem Senegalu Macky Sall i prezydentem Wybrzeża Kości Słoniowej Alassanem Ouattara. | |

## Spotkania z szefami państw, rządów i instytucji międzynarodowych w kraju
| Lp. | Termin               | Miejsce        | Szczegóły spotkania |
| --- | -------------------- | -------------- | --- |
| 1   | 10 grudnia 2015      | Warszawa       | Spotkanie Premier RP Beaty Szydło w Kancelarii Premiera z premierem Wielkiej Brytanii Davidem Cameronem                                                                                     |
| 2   | 28 stycznia 2016     | Warszawa       | Spotkanie Premier RP Beaty Szydło w Kancelarii Premiera z prezydent Chorwacji Kolindą Grabar-Kitarović                                                                                      |
| 3   | 5 lutego 2016        | Warszawa       | Spotkanie Premier RP Beaty Szydło w Kancelarii Premiera z premierem Wielkiej Brytanii Davidem Cameronem                                                                                     |
| 4   | 18 kwietnia 2016     | Warszawa       | Spotkanie Premier RP Beaty Szydło w Kancelarii Premiera z premierem Danii Larsem Løkke Rasmussenem                                                                                          |
| 5   | 31 maja 2016         | Warszawa       | Spotkanie Premier RP Beaty Szydło w Kancelarii Premiera z sekretarzem generalnym NATO Jensem Stoltenbergem                                                                                  |
| 6   | 1 czerwca 2016       | Warszawa       | Spotkanie Premier RP Beaty Szydło w Kancelarii Premiera z premierem Estonii Taavi Rõivasem                                                                                                  |
| 7   | 17 czerwca 2016      | Warszawa       | Spotkanie Premier RP Beaty Szydło w Kancelarii Premiera z prezydentem Niemiec Joachimem Gauckiem                                                                                            |
| 8   | 20 czerwca 2016      | Warszawa       | Spotkanie Premier RP Beaty Szydło w Kancelarii Premiera z przewodniczącym Chińskiej Republiki Ludowej Xi Jinpingem                                                                          |
| 9   | 23 czerwca 2016      | Warszawa       | Spotkanie Premier RP Beaty Szydło w Kancelarii Premiera z wiceprzewodniczącą Komisji Europejskiej Kristaliną Georgiewą                                                                      |
| 10  | 8 lipca 2016         | Warszawa       | Spotkanie Premier RP Beaty Szydło w Kancelarii Premiera z premierem Wielkiej Brytanii Davidem Cameronem, z premierem Włoch Matteo Renzim i z premier Norwegii Erną Solberg.                 |
| 11  | 21 lipca 2016        | Warszawa       | Udział Premier RP Beaty Szydło w szczycie państw Grupy Wyszechradzkiej w Kancelarii Premiera.                                                                                               |
| 12  | 28 lipca 2016        | Warszawa       | Spotkanie Premier RP Beaty Szydło w Kancelarii Premiera z premier Wielkiej Brytanii Theresy May.                                                                                            |
| 13  | 23 sierpnia 2016     | Warszawa       | Spotkanie Premier RP Beaty Szydło w Kancelarii Premiera z prezydentem Kazachstanu Nursułtanem Nazarbajewem.                                                                                 |
| 14  | 6 września 2016      | Krynica- Zdrój | Spotkanie Premier RP Beaty Szydło w Krynicy-Zdroju z premierami państw Grupy Wyszechradzkiej.                                                                                               |
| 15  | 7 września 2016      | Krynica- Zdrój | Spotkanie Premier RP Beaty Szydło w Krynicy-Zdroju z premierem Ukrainy Wołodymyrem Hrojsmanem.                                                                                              |
| 16  | 13 września 2016     | Warszawa       | Spotkanie Premier RP Beaty Szydło w Kancelarii Premiera z przewodniczącym Rady Europejskiej Donaldem Tuskiem.                                                                               |
| 17  | 23 września 2016     | Warszawa       | Spotkanie Premier RP Beaty Szydło w Kancelarii Premiera z Przewodniczącą Narodowej Rady Prowincji RPA Thandi Modise.                                                                        |
| 18  | 27 października 2016 | Warszawa       | Spotkanie Premier RP Beaty Szydło w Kancelarii Premiera z prezydentem Senegalu Mackim Sallim.                                                                                               |
| 19  | 25 listopada 2016    | Warszawa       | Spotkanie Premier RP Beaty Szydło w Kancelarii Premiera z Sekretarzem Generalnym OECD Angelem Gurríą.                                                                                       |
| 20  | 30 listopada 2016    | Warszawa       | Spotkanie Premier RP Beaty Szydło w Kancelarii Premiera z premierem Malty Josephem Muscatem.                                                                                                |
| 21  | 2 grudnia 2016       | Warszawa       | Spotkanie Premier RP Beaty Szydło w Kancelarii Premiera z prezydentem Ukrainy Petrem Poroszenką.                                                                                            |
| 22  | 7 listopada 2016     | Warszawa       | Spotkanie Premier RP Beaty Szydło w Kancelarii Premiera z Nuncjuszem apostolskim w RP Salvatore Pennacchio                                                                                  |
| 23  | 12 grudnia 2016      | Wisła          | Spotkanie Premier RP Beaty Szydło w Wiśle z premierem Czech Bohuslavem Sobotką. |
| 24  | 12 stycznia 2017     | Warszawa       | Spotkanie Premier RP Beaty Szydło w Kancelarii Premiera z premierem Finlandii Juha Sipila.                                                                                                  |
| 25  | 24 stycznia 2017     | Warszawa       | Spotkanie Premier RP Beaty Szydło w Kancelarii Premiera z premierem Słowenii Miro Cerarem.                                                                                                  |
| 26  | 26 stycznia 2017     | Warszawa       | Spotkanie Premier RP Beaty Szydło w Kancelarii Premiera z premierem Łotwy Mārisem Kučinskisem.                                                                                              |
| 27  | 7 lutego 2017        | Warszawa       | Spotkanie Premier RP Beaty Szydło w Kancelarii Premiera z kanclerz Niemiec Angelą Merkel.                                                                                                   |
| 28  | 9 lutego 2017        | Warszawa       | Spotkanie Premier RP Beaty Szydło w Kancelarii Premiera z premierem Irlandii Endą Kennym.                                                                                                   |
| 29  | 2 marca 2017         | Warszawa       | Spotkanie Premier RP Beaty Szydło w Kancelarii Premiera z szefami rządów Grupy Wyszehradzkiej.                                                                                              |
| 30  | 28 marca 2017        | Warszawa       | Spotkanie Premier RP Beaty Szydło w Kancelarii Premiera z szefami rządów Grupy Wyszehradzkiej.                                                                                              |
| 31  | 19 kwietnia 2017     | Warszawa       | Spotkanie Premier RP Beaty Szydło w Kancelarii Premiera z przewodniczącym węgierskiego parlamentu László Kövérem.                                                                           |
| 32  | 20 kwietnia 2017     | Warszawa       | Spotkanie Premier RP Beaty Szydło w Kancelarii Premiera z Głównym Negocjatorem KE ds. Brexitu Michelem Barnierem.                                                                           |
| 33  | 21 kwietnia 2017     | Warszawa       | Spotkanie Premier RP Beaty Szydło w Kancelarii Premiera z przewodniczącym Izby Reprezentantów USA Paulem Ryanem i członkami Kongresu.                                                       |
| 34  | 27 kwietnia 2017     | Warszawa       | Spotkanie Premier RP Beaty Szydło w Kancelarii Premiera z wiceprezydentem Indii Mohammadem Hamidem Ansarim.                                                                                 |
| 35  | 5 maja 2017          | Warszawa       | Spotkanie Premier RP Beaty Szydło w Kancelarii Premiera z Emirem Kataru Tamimem ibn Hamadem Al Sani.                                                                                        |
| 36  | 19 maja 2017         | Warszawa       | Spotkanie Premier RP Beaty Szydło w Kancelarii Premiera z prezydentem Niemiec Frankiem-Walterem Steinmeierem.                                                                               |
| 37  | 31 maja 2017         | Warszawa       | Spotkanie Premier RP Beaty Szydło w Kancelarii Premiera z premierem Słowacji Robertem Fico.                                                                                                 |
| 38  | 19 czerwca 2017      | Warszawa       | Spotkanie Premier RP Beaty Szydło w Kancelarii Premiera z szefami rządów Grupy Wyszehradzkiej oraz Beneluksu, podczas spotkania na Zamku Królewskim przekazano prezydencje w grupie Węgrom. |
| 39  | 20 czerwca 2017      | Warszawa       | Spotkanie Premier RP Beaty Szydło w Kancelarii Premiera z premierem Królestwa Szwecji Stefanem Löfvenem.                                                                                    |
| 40  | 28 czerwca 2017      | Warszawa       | Spotkanie Premier RP Beaty Szydło w Kancelarii Premiera z prezydentem Azerbejdżanu Ilhamem Alijewem.                                                                                        |
| 41  | 30 czerwca 2017      | Warszawa       | Spotkanie Premier RP Beaty Szydło w Belwederze z premierem Hiszpanii Mariano Rajoyą; udział w polsko – hiszpańskich konsultacjach międzyrządowych.                                          |
| 42  | 13 lipca 2017        | Warszawa       | Spotkanie Premier RP Beaty Szydło w Kancelarii Premiera z przewodniczącym Ogólnochińskiego Zgromadzenia Przedstawicieli Ludowych Zhang Dejiang.                                             |
| 43  | 25 sierpnia 2017     | Warszawa       | Spotkanie Premier RP Beaty Szydło w Kancelarii Premiera z sekretarzem generalnym NATO Jensem Stoltenbergem.                                                                                 |
| 44  | 5 września 2017      | Warszawa       | Spotkanie Premier RP Beaty Szydło w Kancelarii Premiera z premierem Litwy Sauliusem Skvernelisem, premierem Łotwy Mārisem Kučinskisim i ambasadorem Estonii w Polsce Harri Tiido.           |
| 45  | 19 września 2017     | Warszawa       | Spotkanie Premier RP Beaty Szydło w Kancelarii Premiera z premierem Estonii Jürim Ratasem.                                                                                                  |
| 46  | 22 września 2017     | Warszawa       | Spotkanie Premier RP Beaty Szydło w Kancelarii Premiera z premierem Węgier Viktorem Orbánem.                                                                                                |
| 47  | 6 października 2017  | Warszawa       | Spotkanie Premier RP Beaty Szydło w Kancelarii Premiera z prezydentem Bułgarii Rumenem Radewem.                                                                                             |
| 48  | 7 listopada 2017     | Warszawa       | Spotkanie Premier RP Beaty Szydło w Kancelarii Premiera z prezydentem Iraku Fu'adem Masumem.                                                                                                |
| 49  | 8 listopada 2017     | Warszawa       | Spotkanie Premier RP Beaty Szydło w Kancelarii Premiera z prezydentem Gruzji Giorgim Margwelaszwilim.                                                                                       |
| 50  | 6 grudnia 2017       | Warszawa       | Spotkanie Premier RP Beaty Szydło w Kancelarii Premiera z premierem Albanii Edim Rama. |